# Borka Smolović
Borka Smolović (Andrijevica, 4. jul 1956) je književnica iz Crne Gore.
Rođena je kao Borka Jelić (kćerka Radoša Jelića književnika) u Andrijevici, gde je završila osnovnu školu, srednju školu u Kruševcu, a diplomirala  na Pravnom fakultetu u Podgorici, kao redovan student 1978.godine. Apsolvirala je postdiplomske studije u Beogradu na građanskoj grupi običajno pravo Crne Gore - nasledni odnosi. Piše poeziju, prozu, drame i književnu kritiku. Objavila je 25 knjiga iz oblasti književnosti, zastupljenih u 12 antologija. Predlagana je četiri puta za najznačajnije književne nagrade u Crnoj Gori i Srbiji. Živi i radi u Bijelom Polju. Njena knjiga „Sedef” prevedena je na ruski jezik.

## Radna karijera
- Skupština opštine Bijelo Polje kao pripravnik,
- PUP „Ibar“ Kraljevo rukovodilac Službe zajedničkih poslova,
- Zavod za zapošljavanje Crne Gore u svojstvu savjetnika za upravno pravne poslove i narodnu odbranu, u dva mandata direktor Područne službe Bijelo Polje
- DOO „Imperijal“ direktor za pravne poslove do penzionisanja
- Bila članica Komisije za sprečavanje sukoba interesa Crne Gore.

## Dela
Borka Smolović je objavila 25 knjiga:
- Ćemer — poezija (2000), Komovi, Andrijevica
- Kameno oko — poezija (2000), Komovi, Andrijevica
- Gora — poezija (2001), Komovi, Andrijevica
- Kapija smiraja — poezija (2003), Pegaz, Bijelo Polje
- Korijenov korak — poezija (2006), Pegaz, Bijelo Polje[2]
- Zvjezdar i Okapavanje — drame (2006), Pegaz, Bijelo Polje[3]
- Dženi — novela, kratke priče (2006), Pegaz, Bijelo Polje[4]
- Krater — roman (2009), Pegaz, Bijelo Polje[5]
- Sedef — poezija (2011), VBR Garfika, Bijelo Polje
- Vedro Mudrosti — proza, drame (2011), VBR Garfika, Bijelo Polje
- Hiljadu i jedna misao — proza (2013), Partenon Beograd[6]
- Etička svjetlost — proza (2013), Partenon
- Kad Tagora zakleči — drama,Skriveni san — poezija (2013), Partenon
- Osmjeh — poezija (2014),Partenon, Beograd
- Varoški anđeli — roman (2014),Partenon, Beograd
- Poetska sviloprelja — Izbor iz poezije Miljurko Vukadinović (2014),Partenon, Beograd
- Čarna — roman (2016),Partenon, Beograd
- Zeleno more — roman (2016),Partenon, Beograd
- Kiša ruža — poezija (2017),VBR Grafika, Bijelo Polje
- Etička svjetlost proze — proza (2017),Partenon, Beograd
- Dolores — poezija (2020), IVPE, Cetinje
- Travka spasa — poezija (2021), Merkator Internacional,Bijelo Polje
- Ljubav najmoćnija sila — poezija (2023),  IVPE, Cetinje
- Iz prikrajka — proza (2024),  JU Ratkovićeve večeri poezije, Bijelo Polje
- Iskra-poezija (2024), IVPE, Cetinje

## Literatura
- Racković Nikola, „Leksikon crnogorske kulture”, DOB (Podgorica), 2009, str. 707.
- Sekulić Momir, „Književnici u pjesmama”, Pegaz (Bijelo Polje), 2002, str. 319.
- Brajković Dragomir, „Po moru teče Lim”, Udruženje Bjelopoljaca Beograd (Beograd), 2000, str. 268—269.
- Kralj Milica, „Snevne Evine kćeri”, Komovi (Andrijevica), 2002, str. 135—137.
- Pajković Radoslav, „Limopis”, Odziv Centar za kulturu (Bijelo Polje), 2008, str. 296—297.
- Lakušić Ilija, „Pismo”, Udruženje književnika Crne Gore (Podgorica), 2008, str. 428.
- Luković Slavka, „Limom i biserom”, Centar za kulturu Bijelo Polje (Bijelo Polje), 2010. godine, str. 287—291.
- Todović M., „Lirski mozaici”, Borba (Beograd), 14. Septembar 2000. godine
- Bulatović Milutin, „Stihovi kao izatkani mozaici”, Dan (Podgorica), 17. oktobar 2000. godine
- Milićević Ljubislav, „Panteistička linija pjevanja”, Prosvjetni rad, 14. decembar 2001. godine
- Milićević Ljubislav, „Pjesnička geografija”, Borba (Beograd), 19. april 2001. godine
- Milićević Ljubislav, „Tajanstveni ditiramb o zavičajnoj rijeci”, Dan (Podgorica), 23. avgust 2001. godine
- Ašanin Mijajlo, „Lirska Rapsodija”, Odzivi, 2001. godine
- Milićević Ljubislav, „Nova Rapsodija polimlja”, Svevidje, br. 10-11
- Bubanja Vojislav, „Lirski dijalozi”, Borba, 19. decembar 2002. godine
- Deletić Ratko, „Simboli vremena”, Dan, 23. maj 2003. godine
- Jovanović Dragutin, „Treptaj duše”, Borba, 3. jun 2003. godine
- Jelić Dobrašin, „Artikulacija snaćnih osećanja”, Odzivi, 2000. godine
- Jelić Dobrašin, „Kroćenje impulsivnosti”, Odzivi, 2003. godine
- Mr. Nikolić Andrijana, „Drevna istina o neumitnoj prolaznosti života”, Polje, februar 2007. godine
- Mr. Žurić Blaga, „Viši nivo energetske topline”, Odzivi, 2011. godine
- Jelić Dobrašin, „Energija koja se rasplamsava”, Služba družba str.115,"Partenon" Beograd, 2013 godine.
- Jelić Dobrašin, „Činjenice i smisao”, Glas Holmije, Berane, januar-februar, god. III, br. 1, 2014, str.16-17.
- Mr. Ristić Jordan, „Omamljiv pesnički svet”, Stremljenja, Priština, god. IV,2014, str.105-111.
- Dražen Jašović i Golub Jašović, „Prokletije pojem”, antologija, Niš, god. IV,2014,
- Mr. Jordan Ristić, Iz kosovske tragične zbilje, „Ljepota i snaga ljubavi velikana” (Borka Smolović „Kad Tagora zakleči” — drama)", 2015
- Bogić Rakočević i Kemal Musić, Zborno mjesto (izbor crnogorske kratke priče) 2016, „Putarevo poštenje — Borka Smolović”,
- Bogić Rakočević, Crnogorske poetese,Otvoreni kulturni forum Cetinje-2019. godine